# Michelle Schwefel
Michelle Schwefel (geborene Melchers; * 1964 in Wuppertal) ist eine deutsche Autorin von Fantasyromanen und Spielhilfen.

## Leben
Michelle Melchers machte 1989 die Bekanntschaft des DSA-Begründers Ulrich Kiesow bei einer Spielrunde und gab nach dem Angebot, redaktionell mitzuarbeiten, ihr Studium auf. Sie arbeitete an der Entwicklung neuer DSA-Boxen mit und zeichnete verantwortlich für mehrere Spielhilfen und Abenteuerbände (z. B. Stromaufwärts, Die Tage des Namenlosen). Von 1992 bis 1995 war sie Chefredakteurin des Aventurischen Boten. Seit 1993 fungierte sie als Jurorin beim Abenteuerwettbewerb „Der Goldene Becher“ im Rahmen der Veranstaltung „Hannover spielt“. 2008 begann sie die Roman-Trilogie über Answin von Rabenmund in der Reihe der Aventurien-Romane. Sie lebt mit ihrem Mann Ragnar Schwefel in Berlin.
Im August 2010 beendete sie ihre Zusammenarbeit als Autorin mit Ulisses, dem Herausgeber des Schwarzen Auges.

## Werke (Auswahl)
- Rabenmund-Saga: Macht, Fantasy Productions; 2008, ISBN 3-89064-499-6.[3]
- Rabenmund-Saga: Verrat, Fantasy Productions; 2010, ISBN 3-89064-455-4.[4]
- Rabenmund-Saga: Treue, Fantasy Productions; 2010, ISBN 3-89064-449-X.
- Skaldensänge: Abenteuer in Thorwal. Dem Gjalskerland und den streitenden Königreichen (mit Mark Wachholz, Daniel Jödemann u. a.), Ulisses Spiele; 2005, ISBN 3-89064-394-9.
- Die dunkle Halle (mit Patrick Fritz), Fantasy Productions; 2003, ISBN 3-89064-385-X.